# Teateråret 2015

## Händelser
- Scenkonstbiennalen äger rum i Malmö.

## Priser och utmärkelser
- En bit av Georgs hatt – Lena Endre
- Gösta Ekman-stipendiet – Birgitta Ulfsson
- O'Neill-stipendiet – Per Mattsson
- Svenska Dagbladets Thaliapris – Leif Andrée för tolkningen av Leif Stockmann i En folkefiende på Stockholms Stadsteater[1]
- Svenska regissörsföreningens Iris-pris – Suzanne Osten för I Annas garderob på Göteborgs Stadsteater

## Årets uppsättningar

### Februari
- Götgatan av Kristian Hallberg i regi av Jens Ohlin har premiär på Unga Dramaten.

### Mars
- Pjäsen X har premiär på Unga Klara. För regin står Farnaz Arbabi.

### Oktober
- Vitsvit av Athena Farrokhzad har premiär på Unga Klara. Regisserar gör Farnaz Arbabi.

### November
- Marodörer av Jens Ohlin och Hannes Meidal har premiär på Dramaten. I huvudrollerna Bahar Pars och Hannes Meidal. För regin står Jens Ohlin.

## Avlidna
- 3 februari – Stella Parland, 40, finlandssvensk författare och teaterrecensent.[2]
- 15 september – Tomas Pontén, 69, svensk skådespelare och regissör.
- 27 november – Barbro Hiort af Ornäs, 94, svensk skådespelare.

### Fotnoter
1. ↑  ”Vinnaren av SvD:s Thaliapris: ”Grät av glädje””. Svenska Dagbladet. http://www.svd.se/leif-andree-har-magnifik-kraft-pa-scenen. Läst 8 juni 2015.
2. ↑  Yle.fi 3 februari 2015: In memoriam Stella Parland, läst 4 februari 2015